# Sân bay Fada
Sân bay Fada (ICAO: FTTF) là một sân bay công cộng ở Fada, Ennedi-Ouest, Tchad.